# Re di Atene
La seguente lista dei re di Atene è in parte basata sugli scritti di Eusebio di Cesarea e su studi più recenti.
Prima della democrazia, dei tiranni e degli arconti, l'antica Atene fu governata dai re. Molti di questi, ricordati dalla tradizione, sono probabilmente solo figure leggendarie o comunque semi-storiche.

## I primi re
Si suppone che i seguenti tre re fossero vissuti prima del diluvio raccontato nella storia di Deucalione e Pirra.
- Perifante
- Ogigo
- Atteo

## Cecropidi
Cecrope è considerato il primo vero re di Atene, benché venga descritto miticamente come un essere mezzo uomo e mezzo serpente. Le date dei seguenti re sono state ipotizzate nei secoli successivi.
- Cecrope 1556-1506 a.C.
- Cranao 1506-1497 a.C.
- Anfizione 1497-1487 a.C.
- Erittonio 1487 - 1437 a.C.
- Pandione I 1437-1397 a.C.
- Eretteo 1397-1347 a.C.
- Cecrope II 1347-1307 a.C.
- Pandione II 1307-1282 a.C.
- Egeo 1282-1234 a.C.
- Teseo 1234-1204 a.C. (o 1213 a.C.)
- Menesteo 1204-1181 a.C. (o 1213 - 1191 a.C.)
- Demofonte 1181- 1147 a.C.
- Ossinte 1147-1135 a.C.
- Afeida 1135-1134 a.C.
- Timete 1134-1126 a.C.
- Melanto 1126-1089 a.C.
- Codro 1089-1068 a.C.

Tra questi re leggendari un ruolo particolare spettò a Teseo, che secondo la tradizione avrebbe svolto un'azione civilizzatrice e attuato il sinecismo dell'Attica intorno al centro di Atene.
Codro è considerato simbolicamente l'ultimo re di Atene. Da ora in poi i re saranno sostituiti dagli arconti, che però, almeno inizialmente, tennero la loro carica a vita, e possono quindi essere considerati a tutti gli effetti dei re.

## Arconti o re a vita
I primi arconti furono scelti fra la dinastia dei Medontidi; Medonte sarebbe stato figlio di Codro.
- Medonte 1069-1049 a.C.
- Acasto 1049-1013 a.C.
- Archippo 1013-994 a.C.
- Tersippo 994-953 a.C.
- Forbante 953- 922 a.C.
- Megacle 922-892 a.C.
- Diogneto 892-864 a.C.
- Ferecle 864-846 a.C.
- Arifrone 846-826 a.C.
- Tespeo 826-798 a.C.
- Agamestore 798-778 a.C.
- Eschilo 778- 755 a.C.
- Alcmeone 755-753 a.C.

## Arconti o re decennali (dekaetîs)
Dopo il periodo degli arconti a vita, sarebbe seguito quello di sette arconti decennali e quindi quello degli arconti annuali che rappresentano il cardine del sistema magistratuale dell'Atene classica, la cui lista inizia nel 683/682 con Creonte.
- Carope 753-743 a.C.
- Esimide 743-733 a.C.
- Clidico 733-723 a.C.
- Ippomene 723-713 a.C.

Dopo Ippomene, i dekaetîs cessarono di essere scelti tra i Medontidi:
- Leocrate 713-703 a.C.
- Apsandro 703-693 a.C.
- Erissia 693-683 a.C.

Al termine dell'incarico di Erissia ha inizio la lista degli arconti eponimi, a durata annuale, il primo dei quali fu Creonte.